# Glock 25
La Glock 25 è una pistola semiautomatica prodotta dall'austriaca Glock.
Camerata in .380 ACP, è stata ideata per i mercati di stati che non permettono il possesso di armi camerate per cartucce da guerra. La vendita non è permessa negli Stati Uniti in quanto è troppo corta secondo le regole della BATFE. È una dei due modelli pistole (l'altra è la Glock 28, sempre in .380 ACP) della serie Glock che usa un meccanismo di massa battente, invece che il corto rinculo, in quanto la .380 ACP è una cartuccia relativamente debole, che non potrebbe operare un'arma a corto rinculo.